# Francisco Mosquera
Francisco Manuel Mosquera Romaña (5 novembre 1973) è un ex calciatore colombiano, di ruolo difensore.

## Carriera

### Club
Ha giocato nella prima divisione colombiana.

### Nazionale
Ha partecipato al Campionato sudamericano di calcio Under-20 1992 ed alla Coppa America del 1997.

## Palmarès

### Club

#### Competizioni nazionali
- Campionato colombiano: 2

Atlético Nacional: 1994, 1999

#### Competizioni internazionali
- Coppa Merconorte: 1

Atlético Nacional: 1998
- Coppa Interamericana: 1

Atlético Nacional: 1995